# Otiothops macleayi
Otiothops macleayi is een spinnensoort uit de familie Palpimanidae. De soort komt voor in Panama.